# Josef Siedler
Josef Siedler (* 25. März 1913 in Leutkirch im Allgäu; † 4. Oktober 2005 ebenda) war ein deutscher Politiker der CDU.

## Ausbildung und Beruf
Josef Siedler war gelernter Landwirt.

## Politische Tätigkeit
Josef Siedler gründete am 4. Februar 1946 gemeinsam mit anderen den CDU-Ortsverband seiner Heimatstadt Leutkirch im Allgäu. Von 1946 bis 1948 und von 1965 bis 1972 war er Mitglied des Kreistags des ehemaligen Landkreises Wangen, von 1948 bis 1984 Mitglied des Gemeinderats der Stadt Leutkirch und von 1956 bis 1980 direkt gewähltes Mitglied des Landtags von Baden-Württemberg für den Wahlkreis Wangen.

## Familie
Josef Siedler war verheiratet mit Pia Siedler († 1993).

## Ehrenämter und Auszeichnungen
Josef Siedler war von 1949 bis 1982 Vorsitzender des Bauernverbands Wangen. Am 15. März 1975 wurde ihm das Große Verdienstkreuz des Verdienstordens der Bundesrepublik Deutschland verliehen. Er war seit 1978 Ehrenbürger der Großen Kreisstadt Leutkirch im Allgäu, und seit 1983 Inhaber der Verdienstmedaille des Landes Baden-Württemberg. Im Jahr 2014 wurde eine Straße in Leutkirch nach ihm benannt.
| Personendaten    | Personendaten                  |
| ---------------- | ------------------------------ |
| NAME             | Siedler, Josef                 |
| KURZBESCHREIBUNG | deutscher Politiker (CDU), MdL |
| GEBURTSDATUM     | 25. März 1913                  |
| GEBURTSORT       | Leutkirch im Allgäu            |
| STERBEDATUM      | 4. Oktober 2005                |
| STERBEORT        | Leutkirch im Allgäu            |